# Боттаи, Джузеппе
Джузеппе Боттаи (итал. Giuseppe Bottai; 3 сентября 1895[…], Рим[…] — 9 января 1959[…], Рим[…]) — государственный и политический деятель Королевства Италия. С 1936 по 1943 год являлся министром образования страны.

## Биография
Родился 3 сентября 1895 года в Риме в семье торговца вином Луиджи Боттаи и Елены Кортесии. Окончил среднюю школу Liceo Torquato Tasso, а затем обучался в университете Сапиенца до 1915 года, когда Италия объявила войну Центральным державам и он бросил учёбу, записавшись в Королевскую итальянскую армию. В ходе боевых действий получил ранение, после окончания Первой мировой войны был награждён медалью «За воинскую доблесть». В 1919 году познакомился с Бенито Муссолини во время встречи футуристов и стал одним из основателей Итальянского союза борьбы. В 1921 году окончил учёбу на юридическом факультете и стал членом масонской Великой ложи Италии. Параллельно с учёбой и политической деятельностью работал журналистом в итальянской газете Il Popolo d’Italia, которая издавалась Национальной фашистской партией. В октябре 1922 года принял участие в походе на Рим, поддерживал деятельность чернорубашечников.
В 1921 году по итогам парламентских выборов был избран в Палату депутатов от коалиции правых партий, но не допущен к исполнению своих обязанностей из-за того, что не подходил под возрастной ценз. В 1924 году вновь избрался в Палату депутатов, сохранив должность до 1943 года.
В 1923 году стал лидером национал-синдикализма в Италии, а также стал выпускать журнал Critica fascista, сотрудничая с другими левыми фашистами: Филиппо де Пизисом, Ренато Гуттузо и Марио Мафаи. С 1926 по 1932 год работал в Министерстве корпораций и поддерживал Хартию труда. В 1933 году основал и возглавлял Национальный институт социального обеспечения. В 1935 году был назначен мэром Рима, но в 1936 году ушел в отставку ради участия во Второй итало-эфиопской войне в звании майора. 5 мая 1936 года вместе с Пьетро Бадольо вошёл в Аддис-Абебу, а затем был назначен губернатором города. После окончания войны вернулся в Рим, где был назначен министром образования Италии. Находясь в должности, принял закон об охране общественного и культурного наследия и сохранении красоты природы. Сотрудничал с искусствоведами Джулио Карло Арганом и Чезаре Бранди в целях улучшения итальянской культурной жизни.
В конце 1930-х годов увлёкся радикализмом и германофильством. В 1938 году выразил поддержку радикальным законам против итальянских евреев, а в 1940 году стал выпускать журнал Primato («Рекорд»), на страницах которого поддерживал господство «арийской расы» и военный интервенционизм. Считал, что фашистская революция была неполной и только возвращение к подлинному фашизму, псевдосоциалистическому и антибуржуазному спасло бы Европу. Однако участие Италии во Второй мировой войне обернулось катастрофой. Кампания на Восточном фронте привела к гибели около 77 000 солдат и более 39 000 получили ранения.
25 июля 1943 года поддержал арест Бенито Муссолини, организованный политиком Дино Гранди, когда поражение Италии в войне стало очевидным. В 1944 году Итальянская социальная республика вынесла ему заочный смертный приговор по обвинению в государственной измене, но он успел скрыться в римском монастыре.
В 1944 году покинул Италию и вступил во Французский Иностранный легион под именем Андреа Батталья. Сражался в Провансе во время Южно-французской операции, а затем принял участие в Центрально-Европейской операции. После окончания Второй мировой войны остался во Франции и продолжил служить в Иностранном легионе до 1948 года. За своё участие на стороне Франции в конце войны был амнистирован и вернулся в Италию в 1953 году, где стал основателем газет ABC и Il Popolo di Roma, финансируемых экс-фашистом Витторио Чини, который придерживался центристских и консервативных взглядов.
Умер в Риме в 1959 году, на его похоронах присутствовал известный итальянский политик Альдо Моро.

## Награды

### Итальянские
- Савойский военный орден степени кавалера (23 сентября 1937)[17].
- Медаль «За воинскую доблесть» в серебре.
- Медаль «За воинскую доблесть» в бронзе.
- Крест «За воинскую доблесть».
- Медаль «В память итало-австрийской войны 1915—18» с четырьмя звёздами кампаний.
- Медаль «В память объединения Италии».
- Медаль Победы.
- Медаль «В память похода на Рим».
- Медаль «За заслуги добровольцев восточноафриканской кампании».
- Памятная медаль «За военные действия в Восточной Африке».

### Иностранные
- Орден Святого Григория Великого степени кавалера Большого креста (28 июня 1936, Ватикан)[18]. Знаки ордена возложены лично папой Римским[19].